# آندانته فاووری

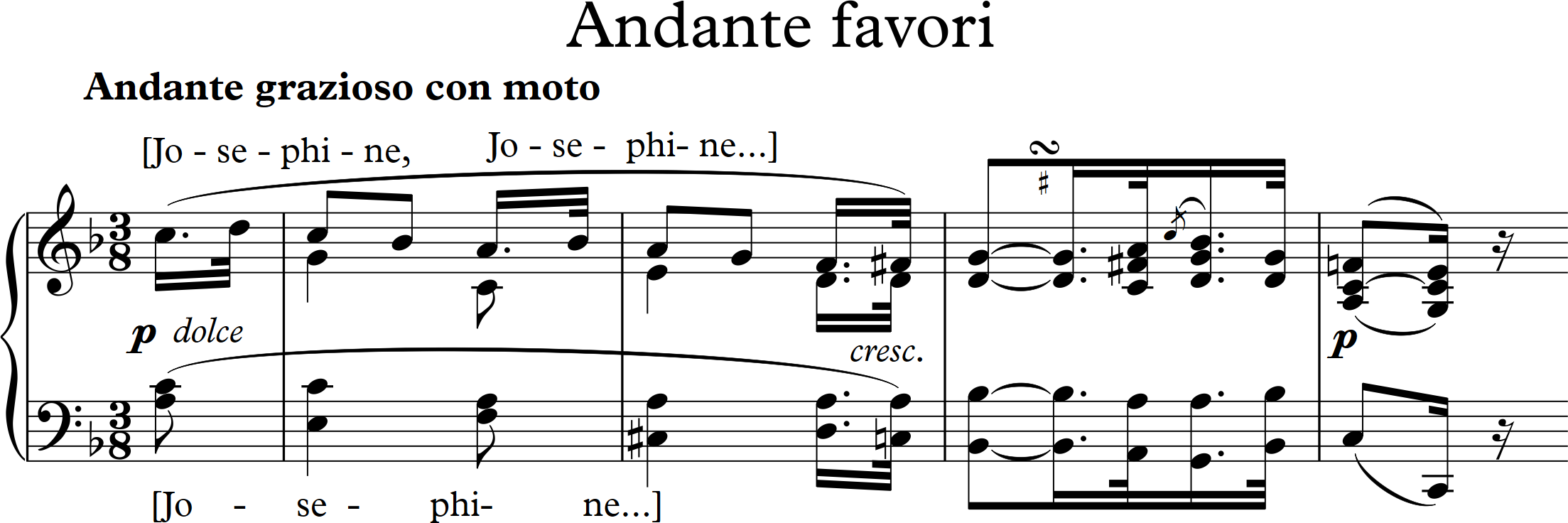
ریتم قطعهٔ موسیقی آندانته فاووری

آندانته فاووری (به ایتالیایی: Andante favori) یک قطعه موسیقی در فا ماژور برای تکنوازِ پیانو اثر لودویگ فان بتهوون است. او این قطعه را در سال ۱۸۰۳ یا ۱۸۰۴ تصنیف کرد و در سال ۱۸۰۵ انتشار یافت. در کاتالوگ آثار بتهوون از آندانته فاووری با شمارهٔ وو ۵۷ یاد می‌کنند.
بتهوون ابتدا این قطعه را به‌عنوان موومان دوم سونات شماره ۲۱ پیانوی خود (با نام والدشتاین) ساخت، اما با توصیهٔ دوستانِ موسیقی‌دانش ــ که می‌گفتند این قطعه با کلّیتِ سونات تناسب ندارد ــ موومانِ «اینترودوتسیونه ـ آداجو مولتو» را جایگزین ساخت و آندانته فاووری را مستقلاً و یک سال پس از انتشارِ سوناتِ والدشتاین منتشر کرد.
گفتنی است که کلیدِ قطعهٔ آندانته فاووری درجهٔ زیرنمایانِ سوناتِ والدشتاین است.

## یادداشت
1. ↑  Introduzione. Adagio molto
2. ↑  subdominant